# Tomaspis insignita
Tomaspis insignita är en insektsart som beskrevs av Fowler 1897. Tomaspis insignita ingår i släktet Tomaspis och familjen spottstritar. Inga underarter finns listade i Catalogue of Life.